# Olivbusktörnskata
Olivbusktörnskata (Chlorophoneus olivaceus) är en fågel i familjen busktörnskator inom ordningen tättingar.

## Utseende och läte
Olivbusktörnskatan uppträder i två former, en beige med skärbrunt på bröst och strupe samt en olivgrön med olivgrön hjässa och gulorange undersida. Honan är mer färglös än hanen, med mindre tydlig ansiktsmask. Sången består av en serie med tio till 15 korta melodiska toner. Även ett skärande varningsläte kan höras, liksom metalliska kväkande ljud.

## Utbredning och systematik
Olivbusktörnskata delas in i fem underarter med följande utbredning:
- makawa – centrala och södra Malawi (väster om Shiredalen), östra Zimbabwe och nordostligaste Sydafrika (norra Limpopo)
- bertrandi – södra Malawi (öster om Shiredalen)
- vitorum – kustnära Moçambique (Savefloden till Algoa Bay)
- interfluvius – Moçambique (förutom kusten)
- olivaceus – södra och östra Sydafrika (södra Västra Kapprovinsen och nordöstra Limpopo samt allra sydligaste Moçambique

## Levnadssätt
Olivbusktörnskatan hittas i både kustnära och bergsbelägen skog, i buskmarker och i tätare öppet skogslandskap. Där ses den hoppa och krypa fram på medelhög till hög höjd i vegetationen, på jakt efter insekter och frukt. Den uppträder enstaka eller i par, ofta som en del av kringvandrande artblandade flockar.

## Status och hot
Arten har ett stort utbredningsområde, men tros minska i antal, dock inte tillräckligt kraftigt för att den ska betraktas som hotad. Internationella naturvårdsunionen IUCN listar arten som livskraftig (LC).